# Distància comòbil
En cosmologia, la distància comòbil és una caracterització de la distància que separa dos objectes astronòmics independentment de l'expansió de l'univers, és a dir, utilitzant una unitat de longitud que segueix l'expansió de l'univers.
La distància comòbil i la distància pròpia són dues mesures de distància estretament relacionades que s'usen per a definir la distància entre objectes. La distància pròpia correspon aproximadament a on estaria un objecte distant en un moment específic del temps cosmològic, el qual canvia amb el temps a causa de l'expansió de l'univers. La distància comòbil dona una distància que no canvia en el temps a causa de l'expansió de l'espai (encara que podria canviar a causa d'altres factors locals, com el moviment d'una galàxia dins un cúmul). La distància comòbil i la distància pròpia es defineixen com a iguals en el moment actual; per tant, la raó entre la distància comòbil i la mateixa ara és 1. L'expansió de l'univers provoca que la distància pròpia canviï, mentre que la distància comòbil no ho fa perquè està dividida per un factor d'escala.